# Nadia Battain
Nadia Battain (Portogruaro, 8 luglio 1976) è un'ex cestista italiana.

## Carriera
Ha iniziato la sua carriera a livello professionistico nel 2004 giocando un campionato in Serie A1 con la Terra Sarda Alghero. Poi è scesa di categoria giocando una stagione in Serie A2 con la Pallacanestro Napoli-Pozzuoli; dall'estate del 2006 al gennaio del 2007, ha mantenuto la serie indossando la maglia dell'Ancona Basket. Dal gennaio del 2007 sino all'estate dello stesso anno ha giocato con la Pallacanestro Femminile Umbertide. Infine la stagione 2007-08 l'ha affrontata, scendendo di categoria in Serie B d'Eccellenza femminile, con la casacca del Senigallia.